# نيل واترس
نيل واترس (بالإنجليزية: Neil Waters)‏ هو أكاديمي نيوزلندي، ولد في 1930، وتوفي في 7 يونيو 2018 في أوكلاند في نيوزيلندا.